# プライベート・ライフ
『プライベート・ライフ』（原題:Private Life）は2018年に配信されたアメリカ合衆国のドラマ映画である。監督はタマラ・ジェンキンス、主演はキャスリン・ハーンとポール・ジアマッティが務めた。

## 概略
レイチェルとリチャードは共に40代になり、必死で不妊治療に取り組んでいたが、その効果は一向に現れる気配がなかった。不妊治療の費用は家計を圧迫し、失敗の連続は精神的な疲弊をもたらした。しかし、2人は子供を諦めるという決断を下すことにも躊躇していた。そんな折、姪のセイディが2人に卵子を提供すると申し出てきた。

## キャスト
※括弧内は日本語吹替
- キャスリン・ハーン - レイチェル（皆川純子）
- ポール・ジアマッティ - リチャード（根本泰彦）
- ケイリー・カーター - セイディ（三瓶由布子）
- モリー・シャノン - シンシア（萩尾みどり）
- デニス・オヘア - ドーディック医師
- エミリー・ロビンソン - シャーロット
- ジョン・キャロル・リンチ - チャーリー（仲野裕）
- デスミン・ボルヘス - サム
- フランチェスカ・ルート＝ドッドソン - フィオナ
- その他の日本語吹き替え：渡谷美帆／荻野晴朗／野瀬育二／今泉葉子／木村香央里／矢野正明／竹内絢子／藤沼建人

日本語版スタッフ：演出：飯村康雄、翻訳：伊藤里香、制作：ブロードメディア・スタジオ

## 製作
2017年1月4日、キャスリン・ハーンがタマラ・ジェンキンス監督の新作に出演するとの報道があった。31日、ポール・ジアマッティの出演が決まった。3月16日、モリー・シャノン、エミリー・ロビンソン、ジョン・キャロル・リンチ、ケイリー・カーター、フランチェスカ・ルート＝ドッドソンが本作に出演することになったと報じられた。17日、本作の主要撮影がニューヨーク州ホワイト・プレインズで始まった。撮影開始後、デニス・オヘアとデスミン・ボルヘスの起用が発表された。

## 公開
2018年1月18日、本作はサンダンス映画祭でプレミア上映された。10月1日には、ニューヨーク映画祭での上映が行われた。

## 評価
本作は批評家から絶賛されている。映画批評集積サイトのRotten Tomatoesには41件のレビューがあり、批評家支持率は93%、平均点は10点満点で7.6点となっている。サイト側による批評家の見解の要約は「『プライベート・ライフ』は一組の夫婦の紆余曲折を通して、誰もが共感できる中年期の通過儀礼―そこに過剰な演出は皆無である―を魅力的に描写している。」となっている。また、Metacriticには27件のレビューがあり、加重平均値は83/100となっている。